# Патриша Толман
Патриша Толман (на английски: Patricia J. Tallman) е американска телевизионна и филмова актриса, родена на 4 септември 1957 г. в Глен Елин, Илинойс. Тя участва в телевизионните сериали Вавилон 5, „Истории от тъмната страна“, „Стар Трек: Следващото поколение“, „Стар Трек: Космическа станция 9“ и „Стар Трек: Вояджър“, както и във филми като „Нощта на живите мъртви“ и „Армията на мрака“.

## Филмография
- „Безследно изчезнали“ (3 епизода, 2004 – 2007)
- „Шийна“ (1 епизод, 2001)
- „Вавилон 5“ (35 епизода, 1995 – 1998)
- „Вавилон 5: Трето пространство“ (1998)
- „Стар Трек: Вояджър“ (1 епизод, 1997)
- „Стар Трек: Космическа станция 9“ (3 епизода, 1993 – 1996)
- „Стар Трек: Следващото поколение“ (3 епизода, 1992 – 1993)
- „Армията на мрака“ (1992)
- „Нощта на живите мъртви“ (1990)